# اکه لاساس
اکه لاساس (انگلیسی: Åke Lassas؛ ۲۱ اوت ۱۹۲۴ – ۱۶ آوریل ۲۰۰۹ (aged 84)) ورزشکار هاکی روی یخ اهل سوئد بود.
وی در مسابقات کشوری و بین‌المللی در مجموع برندهٔ ۱ مدال نقره، ۲ مدال برنز شده‌است.